# Carl Wettergren (1806–1879)
Carl Jacob Wettergren, född 30 april 1806 i Källstads församling, Östergötlands län, död 7 januari 1879 i Falu Kristine församling, Kopparbergs län, var en svensk läkare. Han var måg till Henric Örn och far till Carl Wettergren.

## Biografi
Carl Wettergren föddes 1806 i Källstads socken. Han var son till kronolänsmannen Henrik Olof Wettergren och Ulrika Charlotta Luthman. Wettergren blev student vid Uppsala universitet 1825 och var medlem i Östgöta nation. Han blev student vid Lunds universitet 1831 och var medlem i Norrlands nation. Wettergren avlade medicine kandidatexamen 1832 och medicine licentiatexamen 1834.
Wettergren promoverades till medicine doktor sistnämnda år och blev kirurgie magister vid Karolinska institutet i Stockholm samma år. Han var tillförordnad provinsialläkare i Österdalarne 1835–1861 och praktiserande läkare i Falun från 1862. Wettergren var tillförordnad bataljonsläkare vid Dalregementet 1834–1850, ordinarie bataljonsläkare där 1850–1852, förste bataljonsläkare där 1852–1859 och regementsläkare där 1859–1873. Han blev fältläkare i armén 1867. Wettergren var brunnsintendent vid Lerdals vattenkuranstalt i Rättviks socken i Kopparbergs län 1848–1853.
Han blev riddare av Vasaorden 1861 och av Nordstjärneorden 1872. Wettergren vilar i hustruns familjegrav på Stora Tuna kyrkogård.

### Familj
Wettergren var gift med Henrika Örn (1818–1904), dotter till chefen för Dalregementet Henric Örn och Elisabeth Justina Svedelia. De fick tillsammans disponenten vid Boxholms bruk Wilhelm Wettergren (1840–1926), stadsläkaren i Arboga Carl Wettergren (1842–1931), Betty Wettergren (1846–1921) som var gift med bruksägaren och riksdagsmannen Martin Nisser, Gustaf Karl Adolf Wettergren (född 1860), löjtnanten Karl Henrik Gustaf Wettergren (1839–1874), Carl Hjalmar Axel Wettergren (född 1844), grosshandlaren Karl Hjalmar Amadeus Wettergren (1848–1890), Elin Charlotta Henrika Wettergren (född 1851) och Henrika Sofia Wilhelmina Wettergren (född 1857).

## Utmärkelser
- 1861 – Riddare av Vasaorden.[9]
- 1872 – Riddare av Nordstjärneorden.[10]